# Red Deer Hill
Red Deer Hill, anciennement appelé Aaskana, est une communauté de la Saskatchewan au Canada. Elle est située au sud de Prince Albert et au nord de Saint-Louis dans la municipalité rurale de Prince Albert No 461. L'endroit a d'abord été colonisé dans les années 1870 et 1880 par des Anglo-Métis (en) en provenance du Manitoba. Le bureau de poste local a été fondé en 1888 et a d'abord porté le nom d'Aaskana. Il changea de nom en 1897. Red Deer Hill est principalement une communauté agricole.

## Annexe